# یوتا هاشیمورا
یوتا هاشیمورا (انگلیسی: Yuta Hashimura؛ زادهٔ ۱۰ سپتامبر ۱۹۹۱) بازیکن فوتبال اهل ژاپن است.
از باشگاه‌هایی که در آن بازی کرده‌است می‌توان به باشگاه فوتبال یوکوهاما اشاره کرد.